# Quận Bradley, Tennessee
Quận Bradley là một quận thuộc tiểu bang Tennessee, Hoa Kỳ.
Quận này được đặt tên theo. Theo điều tra dân số của Cục điều tra dân số Hoa Kỳ năm 2000, quận có dân số người, ước tính dân số năm 2005 là 92.092 người . Quận lỵ đóng ở Cleveland6.

## Địa lý
Theo Cục điều tra dân số Hoa Kỳ, quận có diện tích 332 dặm vuông Anh (859,9 km2), trong đó có 3 dặm vuông Anh (7,8 km2) là diện tích mặt nước.

### Quận giáp ranh
- Quận Meigs (bắc)
- Quận McMinn (đông bắc)
- Quận Polk (đông)
- Quận Murray, Georgia (đông nam)
- Quận Whitfield, Georgia (nam)
- Quận Hamilton (tây)